# Glypta interstincta
Glypta interstincta là một loài tò vò trong họ Ichneumonidae.